# Étival
Étival ist eine französische Gemeinde im Département Jura in der Region Bourgogne-Franche-Comté.

## Geographie
Étival liegt auf 805 m, etwa 14 Kilometer nordnordwestlich der Stadt Saint-Claude (Luftlinie). Das Bauerndorf erstreckt sich im Jura, in einer Mulde, in der waldreichen Umgebung der Forêt de la Joux im westlichen Hochjura.
Die Fläche des 13,83 km² großen Gemeindegebiets umfasst einen Abschnitt des französischen Juras. Die Landschaft ist geprägt durch Geländestrukturen wie Höhenrücken und Mulden, die gemäß der Streichrichtung des Faltenjuras in diesem Gebiet in Richtung Südsüdwest-Nordnordost orientiert sind. Die Muldenlagen weisen keinen oberirdischen Abfluss auf, da das Niederschlagswasser im porösen kalkhaltigen Untergrund versickert. Östlich des Dorfes befinden sich die beiden Seen Petit Lac und Grand Lac, die in einer Senke liegen.
Die westliche Abgrenzung verläuft auf dem Höhenzug, der Étival vom Quellgebiet der Cimante (Zufluss des Ain) trennt. Östlich daran schließt sich die Längsmulde von Étival (durchschnittlich auf 800 m) an. Diese wiederum wird flankiert von einer Geländestufe, die zum dicht bewaldeten Höhenrücken der Forêt des Piards und der Forêt de Prénovel überleitet. Auf einer Kuppe dieses Höhenrückens wird mit 1025 m die höchste Erhebung von Étival erreicht. Das Gemeindegebiet ist Teil des Regionalen Naturparks Haut-Jura (frz.: Parc naturel régional du Haut-Jura).
Zu Étival gehören der Weiler Les Ronchaux (800 m) in der Mulde südlich des Grand Lac sowie einige Einzelhöfe. Nachbargemeinden von Étival sind Châtel-de-Joux im Norden, Les Piards im Osten, Les Crozets und Moirans-en-Montagne im Süden sowie Meussia im Westen.

## Geschichte
Das Gemeindegebiet von Étival war bereits zur Römerzeit besiedelt. Hier befand sich das römische Lager Estiva castra. Erstmals urkundlich erwähnt wird der Ort im 12. Jahrhundert. Ronchaux bildete seit dem Mittelalter eine eigene kleine Herrschaft. Zusammen mit der Franche-Comté gelangte Étival mit dem Frieden von Nimwegen 1678 an Frankreich. Zu einer Gebietsveränderung kam es 1822, als das vorher selbständige Les Ronchaux mit Étival fusionierte.

## Kunstgeschichte
Am 26. Oktober 1912 kamen Marcel Duchamp, Francis Picabia und Guillaume Apollinaire von Paris nach einer abenteuerlichen Autofahrt in Picabias Wagen, einem Peugeot Type 141A Sport, unter strömenden Regen in Etival an. Sie statteten Gabrièle Buffet einen Besuch ab, Picabias Gattin, selbst Pianistin und Mäzenin vieler Künstler, außerdem Autorin eines vielbeachteten Buches über die wichtigsten Künstler dieser Zeit "Ères abstraites". Gabrièle Buffet war selbst seit einigen Wochen bei ihrer Mutter im Elternhaus zu Besuch. Apollinaire arbeitete dort an seinem Großgedicht "Zone" (aus dem Band "Alcool"), das er so nannte nach der sog. "zone franche", die damals dort zwischen der Schweiz und Frankreich eingerichtet worden war. In Duchamps Notizen aus "la boîte verte" finden sich Spuren dieser Reise. Duchamp war damals mit 25 Jahren der Jüngste Teilnehmer der Reise.
Patrick Bailly-Cowell, Enkel von Francis Picabia und Gabrièle Buffet, selber Künstler und wohnhaft im Familienhaus in Etival plante für 2012 zum 100-jährigen Jubiläum der "Route Jura – Paris" eine Großausstellung mit internationalen befreundeten Künstlern. Nach seinem plötzlichen Tod im Januar 2012 übernahmen seine Frau Armelle Bailly-Cowell und seine Tochter Gillian-Joy das Projekt. Die von Benoît Tremsal kuratierte Ausstellung mit Nebenprogramm aus hochkarätigen Vorträgen wurde am 5. Oktober 2012 im ganzen Dorf eröffnet. Die Gemeinde Etival nutzte die Gelegenheit, um die Idee von Patrick Bailly-Cowell umzusetzen: Vier Straßen des Dorfes wurden feierlich umbenannt nach den drei Künstlern aus Paris und Jean Challié, Maler und Verwandter von G. Buffet, damals in Etival ansässig.

## Sehenswürdigkeiten

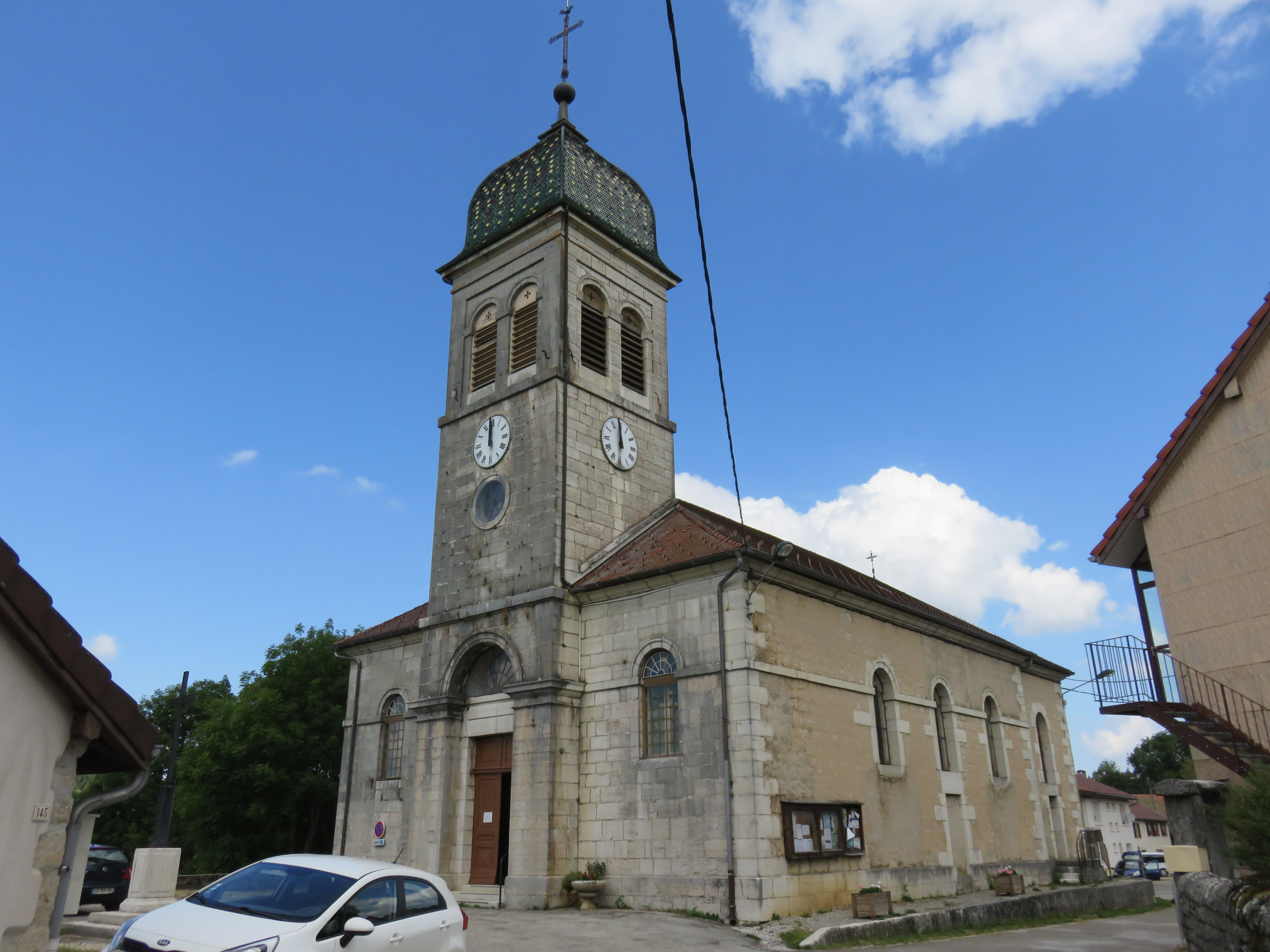
Kirche Mariä Himmelfahrt

Die heutige Dorfkirche Mariä Himmelfahrt in Étival wurde im 19. Jahrhundert errichtet. Zu den Natursehenswürdigkeiten zählen die beiden Seen von Étival.

## Bevölkerung
| Jahr                       | 1961 | 1968 | 1975 | 1982 | 1990 | 1999 | 2004 | 2018 |
| Einwohner                  | 416  | 429  | 395  | 351  | 307  | 285  | 298  | 309  |
| Quellen: Cassini und INSEE |      |      |      |      |      |      |      |      |

Mit 310 Einwohnern (Stand 1. Januar 2022) gehört Étival zu den kleinen Gemeinden des Départements Jura. Nachdem die Einwohnerzahl in der ersten Hälfte des 20. Jahrhunderts stets im Bereich von ungefähr 360 Personen gelegen hatte, wurde in den 1960er Jahren eine leichte Bevölkerungszunahme verzeichnet. Seither ist die Einwohnerzahl deutlich rückläufig.

## Wirtschaft und Infrastruktur
Étival war bis weit ins 20. Jahrhundert hinein ein vorwiegend durch die Landwirtschaft, insbesondere Viehzucht und Milchwirtschaft, sowie durch die Forstwirtschaft geprägtes Dorf. Daneben gibt es heute einige Betriebe des lokalen Kleingewerbes. Mittlerweile hat sich das Dorf auch zu einer Wohngemeinde gewandelt. Viele Erwerbstätige sind Wegpendler, die in den größeren Ortschaften der Umgebung ihrer Arbeit nachgehen.
Die Ortschaft liegt abseits der größeren Durchgangsstraßen an einer Departementsstraße, die von Clairvaux-les-Lacs nach Saint-Lupicin führt. Weitere Straßenverbindungen bestehen mit Meussia und Les Piards.